# Polar Music Prize
De Polar Music Prize is een internationale muziekprijs die toegekend wordt aan individuele personen, aan groepen of aan instellingen die een bijzondere bijdrage aan de bevordering van het muziekleven hebben geleverd. De prijs werd gesticht in 1989 via een schenking door de uitgever, tekstschrijver en manager van de Zweedse muziekgroep ABBA, Stig Anderson, en werd genoemd naar het platenlabel van Anderson, Polar Music. Elk jaar wordt een popmuzikant en een uitvoerder van klassieke-of kunstmuziek bekroond. De prijs heeft de status van de Nobelprijs van de muziek.
De Polar Music Prize wordt toegekend door de Koninklijke Zweedse Muziekacademie, met een jaarlijkse uitreikingsceremonie in Stockholm in de maand mei, in aanwezigheid van koning Karel XVI Gustaaf van Zweden. Aan de prijs is een geldwaarde van 1 miljoen Zweedse kronen verbonden. Omgerekend in euro's bedroeg de prijs zo'n 108.000 euro.

## Laureaten
| Jaar | Klassieke artiest                                         | Popartiest        |
| ---- | --------------------------------------------------------- | ----------------- |
| 1992 | Estland Letland Litouwen                                  | Paul McCartney    |
| 1993 | Witold Lutosławski                                        | Dizzy Gillespie   |
| 1994 | Nikolaus Harnoncourt                                      | Quincy Jones      |
| 1995 | Mstislav Rostropovich                                     | Elton John        |
| 1996 | Pierre Boulez                                             | Joni Mitchell     |
| 1997 | Eric Ericson                                              | Bruce Springsteen |
| 1998 | Ravi Shankar                                              | Ray Charles       |
| 1999 | Iannis Xenakis                                            | Stevie Wonder     |
| 2000 | Isaac Stern                                               | Bob Dylan         |
| 2001 | Karlheinz Stockhausen Robert Moog                         | Burt Bacharach    |
| 2002 | Sofia Goebaidoelina                                       | Miriam Makeba     |
| 2003 | Keith Jarrett                                             | Keith Jarrett     |
| 2004 | György Ligeti                                             | B.B. King         |
| 2005 | Dietrich Fischer-Dieskau                                  | Gilberto Gil      |
| 2006 | Valery Gergiev                                            | Led Zeppelin      |
| 2007 | Steve Reich                                               | Sonny Rollins     |
| 2008 | Renée Fleming                                             | Pink Floyd        |
| 2009 | José Antonio Abreu                                        | Peter Gabriel     |
| 2010 | Ennio Morricone                                           | Björk             |
| 2011 | Kronos Quartet                                            | Patti Smith       |
| 2012 | Yo-Yo Ma                                                  | Paul Simon        |
| 2013 | Kaija Saariaho                                            | Youssou N'Dour    |
| 2014 | Peter Sellars                                             | Chuck Berry       |
| 2015 | Evelyn Glennie                                            | Emmylou Harris    |
| 2016 | Cecilia Bartoli                                           | Max Martin        |
| 2017 | Wayne Shorter                                             | Sting             |
| 2018 | Afghanistan National Institute of Music and Ahmad Sarmast | Metallica         |
| 2019 | Anne-Sophie Mutter                                        | Grandmaster Flash |
| 2020 | Anna Netrebko                                             | Diane Warren      |
| 2021 | Ensemble Intercontemporain                                | Iggy Pop          |